# Horst Hildebrand
Horst Hildebrand (* 1939 in Wernigerode) ist ein deutscher Schauspieler und Hörspielsprecher.

## Leben
Horst Hildebrand wuchs als Sohn eines Arztes gemeinsam mit einem Bruder und einer Schwester in Wernigerode auf. Er wollte ursprünglich Medizin studieren, entschied sich dann allerdings für die Schauspielerei. Er verließ die DDR noch kurz vor dem Bau der Berliner Mauer.
Hildebrand absolvierte bis zum Jahr 1964 eine professionelle Schauspielausbildung am Max Reinhardt Seminar in Wien. Er wirkte als Bühnendarsteller an verschiedenen Theaterhäusern, unter anderem am Theater Konstanz, am Theater Baden-Baden oder nach der Wiedervereinigung auch am Sächsischen Staatstheater, in zahlreichen Theaterstücken, Musicals und in Operetten mit, wie beispielsweise in Winnetou, Doktor Dolittle, Alexis Sorbas oder in Der Trompeter von Säkkingen.
Hildebrand wirkte als Schauspieler vor der Kamera in nur wenigen Film-und-Fernsehproduktionen mit. Einem Millionenpublikum bekannt wurde Hildebrand vor allem durch seine Rolle als Landwirt Leo Vogt in der SWR-Serie Die Fallers, die er seit der ersten im September 1994 ausgestrahlten Folge spielt.
Hildebrand lebt in Baden-Baden.

## Filmografie
- 1964: Memento Mori
- seit 1994: Die Fallers (Fernsehserie)
- 2005: Halbvoll (Kurzfilm)
- 2008: OLI’s Wilde Welt (Fernsehserie, 1 Folge)
- 2010: Tatort: Die Unsichtbare (Fernsehreihe)

## Hörspiele (Auswahl)
Die ARD-Hörspieldatenbank enthält (Stand: August 2024) für den Zeitraum von 1977 bis 2021 insgesamt 122 Datensätze, bei denen Horst Hildebrand als Sprecher geführt wird.
- 1977: Paul Nunnenmacher: D’ Verwaltungsvereifachig. Heiteres Mundartspiel – Regie: Lilo Külp (Mundarthörspiel – SWF)
- 1985: Karl May: Schloß Wildauen (Lokomotivführer) Sprecher in sechs von insgesamt 139 Folgen – Regie: Klaus Langer (Hörspielbearbeitung – SWF)
- 1986: Raymond Chandler: Mord im Regen – Bearbeitung und Regie: Hermann Naber (Hörspielbearbeitung, Kriminalhörspiel – SWF/NDR)
- 1997: Heinrich Böll: Die verlorene Ehre der Katharina Blum oder Wie Gewalt entstehen und wohin sie führen kann – Bearbeitung und Regie: Hermann Naber (Hörspielbearbeitung – SWF)
- 1999: Karl Emil Franzos: Moschko von Parma (4 Teile) – Bearbeitung und Regie: Manfred Georg Herrmann, Co-Regie: Petra Kast (Hörspielbearbeitung – SWF)
- 2001: Kai Grehn: Der Prozess Talaat Pascha (Geschworener Reinicke) – Regie: Leonhard Koppelmann (Original-Hörspiel, Dokumentarhörspiel – SWR/Deutschlandradio)
- 2004: Benno Schurr: Schuft – Regie: Günter Maurer (Originalhörspiel, Mundarthörspiel, Kriminalhörspiel – SWR)
- 2006. Wolfheinrich von der Mülbe: Ritter Kuniberts Suche nach dem Glück (2 Teile) (Narbenface/Kapitän) – Regie: Robert Schoen (Hörspielbearbeitung, Kinderhörspiel – SWR)
- 2009: Ann Cleeves: Frauen morden besser: Die Nacht der Raben (2 Teile) (Prof. Morton) – Bearbeitung und Regie: Mark Ginzler (Hörspielbearbeitung, Kriminalhörspiel – SWR)
- 2015: Franz Werfel: Armenien und der Orient: Die vierzig Tage des Musa Dagh (2 Teile) (Ali Nassif) – Bearbeitung und Regie: Kai Grehn (Hörspielbearbeitung – SWR/NDR/HR)
- 2016: Arkadi und Boris Strugazki: Für eine bessere Welt: Eine Milliarde Jahre vor dem Weltuntergang (Mann) – Bearbeitung und Regie: Walter Adler (Hörspielbearbeitung, Science-Fiction-Hörspiel – SWR)
- 2021: Hugo Rendler: Radio-Tatort: Du hast mich nie geliebt (Mann) – Regie: Alexander Schuhmacher (Originalhörspiel, Kriminalhörspiel – SWR)